# Spektroskopia oscylacyjna
Spektroskopia oscylacyjna – dziedzina spektroskopii cząsteczkowej. Przedmiotem badania są przejścia w cząsteczce między poziomami oscylacyjnymi, co w uproszczeniu oznacza badanie zmian energii drgań atomów w cząsteczce.
Spektroskopia oscylacyjna wykorzystuje ruch cząstek oraz, głównie, elektronów. 
Wykres widma oscylacyjnego jest zazwyczaj wykresem zależności liczby atomów w danym klasterze od intensywności pasma.